# Werner Bosch (Wirtschaftswissenschaftler)
Werner Bosch (* 26. April 1901 in Ellwangen; † 23. Mai 1970 in Stuttgart) war ein deutscher Wirtschaftswissenschaftler und Hochschullehrer.

## Leben
Nach dem Abitur 1919 machte Bosch eine Ausbildung bei der Privatbank Paul Kapff in Stuttgart. Anschließend war er bei zwei Banken in Hamburg tätig und studierte Volkswirtschaft. 1925 legte er das Diplom ab, ein Jahr später wurde er promoviert. Ab 1926 arbeitete er beim Stuttgarter Neuen Tagblatt, zunächst als Volontär, dann als Schriftleiter. 1928 wechselte er zu den Hamburger Nachrichten. Nach der sog. „Machtergreifung“ wurde er Chefredakteur des „Wirtschaftsdienstes“ des Hamburgischen Welt-Wirtschafts-Archivs in der Nachfolge von Eduard Rosenbaum, der aufgrund seines Judentums seine Stelle verlor. 1933/34 trat Werner Bosch der SA und der SS, zum 1. Mai 1937 der NSDAP bei (Mitgliedsnummer 4.012.326).
Ab September 1933 arbeitete Bosch dann als stellvertretender Syndikus der Handelskammer Hamburg. 1935 wurde er zum Syndikus befördert. 1938 verfasste er eine Definition für „jüdische“ Firmen, die als Grundlage der sog. „Arisierung“ diente. Bosch war daneben auch stellvertretender Hauptgeschäftsführer der Wirtschaftskammer Nordmark. Im selben Jahr wurde er für einige Zeit nach Wien geschickt, um nach dem sog. „Anschluss“ Österreichs eine Bezirksausgleichsstelle für öffentliche Aufträge aufzubauen.
Im Zweiten Weltkrieg war er in die Mobilmachung innerhalb der IHK Hamburg eingebunden, ab Juni 1940 war er Generalreferent des Wirtschaftsbeauftragten des Reichsstatthalters in Hamburg, Wilhelm von Allwörden. Er war ebenfalls in die städtebauliche Planung zur Umgestaltung Hamburgs in eine „Führerstadt“ eingebunden.
1942 wurde Bosch einberufen und wurde Kriegsverwaltungsabteilungschef im Wirtschaftsstab Ost, der Wirtschaftsinspektion der Heeresgruppe Mitte in Berlin. Ein Jahr später wechselte er ins Planungs- und Rohstoffamt des Reichsministeriums für Rüstung und Kriegsproduktion unter Albert Speer. Hier war er auch mit der Organisation von Deportationen von Zwangsarbeitern aus der Sowjetunion und deren Einsatz beschäftigt.
Nach 1945 wurde Werner Bosch aus seinem Amt in der Handelskammer entlassen und war von 1945 bis 1947 interniert. Im sog. „Wilhelmstraßen-Prozess“ sagte er als Zeuge aus. Im Entnazifizierungsverfahren wurde er zunächst in Kategorie III, 1949 dann in Kategorie IV eingestuft. Das Angebot, wieder für die Handelskammer zu arbeiten, lehnte Bosch ab; er arbeitete stattdessen für die Großbuchbinderei seines Schwiegervaters, die Wennberg GmbH in Stuttgart.
1955 wurde Bosch am Forschungsinstitut für Wirtschaftspolitik in Mainz habilitiert und arbeitete als Privatdozent. Von 1959 bis 1966 war er außerplanmäßiger Professor für Volkswirtschaftslehre an der Universität Mainz. Er saß seit 1958 ferner im Forschungsbeirat für Fragen der Wiedervereinigung beim Bundesministerium für gesamtdeutsche Fragen.
Bosch war seit 1927 mit Lore, geb. Wennberg, verheiratet.

## Veröffentlichungen (Auswahl)
- Die Kreditrestriktionspolitik der Deutschen Reichsbank 1924–26. Poeschel, Stuttgart 1926 (erschienen auch als Hamburger staatswiss. Diss. v. 1926) (Digitalisat).
- Abbau und Umbau: Gedanken führender Wirtschaftspolitiker zur Finanzreform. Alster-Verlag, Hamburg 1933.
- Anlage- und Betriebskapital in der Volkswirtschaft. Verlag für Sozialwissenschaft, Frankfurt a. M. 1951.
- Die Saarfrage: eine wirtschaftliche Analyse. Quelle & Meyer, Heidelberg 1954 (Veröffentlichungen des Forschungsinstituts für Wirtschaftspolitik an der Universität Mainz; 4).
- Marktwirtschaft – Befehlswirtschaft: ein Vergleich der Wirtschaftsordnungen in West- und Mitteldeutschland. Quelle & Meyer, Heidelberg 1960 (Veröffentlichungen des Forschungsinstituts für Wirtschaftspolitik an der Universität Mainz; 8).